# Essen (Oldenburg)
Pour l’article homonyme, voir Essen (homonymie).
Essen est une ville allemande située en Basse-Saxe, dans l'arrondissement de Cloppenburg.

## Géographie
La commune de Essen est située à 15 km au sud-ouest de Cloppenburg et à 5 km de Quakenbrück. La ville est traversée par la rivière Hase.

## Quartiers
- Bevern (Essen)

## Jumelages
- Essen (Belgique)